# Masso alla Guata
Masso alla Guata è una formazione rocciosa monzogranitica dell'isola d'Elba all'altitudine di 744 m, sede di un insediamento a partire dal Neolitico sino all'età etrusca arcaica. 

## Nome
Il toponimo Masso alla Guata deriva dal longobardo wahta nell'accezione di «luogo di vedetta» che il sito ha avuto almeno sin dal Medioevo.
In molte recenti cartografie il toponimo è erroneamente riportato come Masso alla Quata.

## Descrizione
Il luogo, in posizione strategica sul Mar Tirreno, ha restituito manufatti neolitici (una lama e un nucleo) in ossidiana sarda del Monte Arci. In un riparo sottoroccia sono stati rinvenuti frammenti di vasellame in ceramica d'impasto (Età del Bronzo) e in bucchero d'età etrusca arcaica. 
Sulla sommità della rupe si trova un piccolo edificio in pietra a planimetria quadrata, realizzato dal Corpo Forestale dello Stato come vedetta antincendio. 
Ai piedi della rupe è presente un piccolo quartiere pastorale con recinto in pietra (caprile) e, a quota inferiore, una capanna edificata dal pastore Mamiliano Martorella intorno al 1930.